# Doboka (Cseglény)
Doboka (horvátul: Duboka) falu Horvátországban, Pozsega-Szlavónia megyében. Közigazgatásilag Cseglényhez tartozik.

## Fekvése
Pozsegától légvonalban 24, közúton 30 km-re keletre, községközpontjától légvonalban 4, közúton 8 km-re északnyugatra, a Pozsegai-medence szélén, a Krndija-hegység déli lejtőin, a Cseglényről Nekcsére menő úttól keletre fekszik.

## Története
A határában talált régészeti leletek tanúsága szerint területe már a történelem előtti időben lakott volt. A falu neve még 1250-ben pataknévként bukkan fel először abban az oklevélben, melyben IV. Béla király a Sudan nembeli Ábrahám fiának, Joanca comesnek kérésére megerősíti őt és örököseit a Pozsega megyei „Welica”, „Cheglyn”, „Bucola” és „Bedech” nevű földek birtokában. Az okiratban a patak neve „venit ad alios duos rivulos, qui dicuntur Dobouca et Chuynna” szövegösszefüggésben található.   A Doboka név úgy tűnik, hogy előbb volt pataknév és onnan tevődött át a településre. A települést 1413-ban említik először „Felseudoboka” és „Alsodoboka” néven. 1499-ben „Felsewdoboka” és „Alsodoboka” alakban találjuk. A gradistyei uradalomhoz tartozott.  A középkorban többnyire a Szécsi család birtoka volt. A települést 1532 körül foglalta el a török és több, mint 150 évig török uralom alatt volt. Ebben az időszakban Boszniából pravoszláv szerb családok települtek ide. A térség 1687-ben szabadult fel a török uralom alól. 
1698-ban 9 portával szerepel a török uralom alól felszabadított települések összeírásában.
 1690-ben 5, 1702-ben 15, 1773-ban 13 ház állt a településen. 
Az első katonai felmérés térképén „Dorf Duboka” néven található. Lipszky János 1808-ban Budán kiadott repertóriumában „Duboka” néven szerepel.  
Nagy Lajos 1829-ben kiadott művében „Duboka” néven 28 házzal, 171 ortodox vallású lakossal találjuk. 
1857-ben 206, 1910-ben 362 lakosa volt. Az 1910-es népszámlálás szerint lakosságának 91%-a szerb, 7%-a horvát anyanyelvű volt. Pozsega vármegye Pozsegai járásának része volt. Az első világháború után 1918-ban az új szerb-horvát-szlovén állam, majd később (1929-ben) Jugoszlávia része lett. 1991-től a független Horvátországhoz tartozik. 1991-ben lakosságának 90%-a szerb nemzetiségű volt. 2011-ben a településnek 64 lakosa volt. 

## Lakossága
| Lakosság változása | Lakosság változása | Lakosság változása | Lakosság változása | Lakosság változása | Lakosság változása | Lakosság változása | Lakosság változása | Lakosság változása | Lakosság változása | Lakosság változása | Lakosság változása | Lakosság változása | Lakosság változása | Lakosság változása | Lakosság változása |
| ------------------ | ------------------ | ------------------ | ------------------ | ------------------ | ------------------ | ------------------ | ------------------ | ------------------ | ------------------ | ------------------ | ------------------ | ------------------ | ------------------ | ------------------ | ------------------ |
| 1857               | 1869               | 1880               | 1890               | 1900               | 1910               | 1921               | 1931               | 1948               | 1953               | 1961               | 1971               | 1981               | 1991               | 2001               | 2011               |
| 206                | 226                | 195                | 272                | 305                | 362                | 318                | 395                | 249                | 254                | 260                | 230                | 177                | 130                | 72                 | 64                 |

## Nevezetességei
Pravoszláv haranglába.